# John Cynn
John Cynn (25 december 1984) is een Amerikaans professioneel pokerspeler. Hij won het Main Event (het $10.000 World Championship No Limit Hold'em-toernooi) van de World Series of Poker 2018 en daarmee de officieuze wereldtitel pokeren. Cynn wist het toernooi te winnen door heads-up Tony Miles te verslaan na 11 uur. Tijdens het Main Event van de World Series of Poker 2016 eindigde hij op een 11e plek.
In zijn carrière heeft Cynn meer dan $9.744.000,- bij elkaar gewonnen in toernooien.

## WSOP bracelets
| Jaar                       | Event                                        | Prijs      |
| -------------------------- | -------------------------------------------- | ---------- |
| World Series of Poker 2018 | $10.000 No Limit Hold 'em World Championship | $8.800.000 |